# Heinrich Mathy
Heinrich Mathy (* 4. April 1883 in Mannheim; † 2. Oktober 1916 bei London) war ein deutscher Marineoffizier, zuletzt Kapitänleutnant und Luftschiffer. Mathy wurde als "kühnster und draufgängerischster aller Zeppelinkommandanten" bekannt.

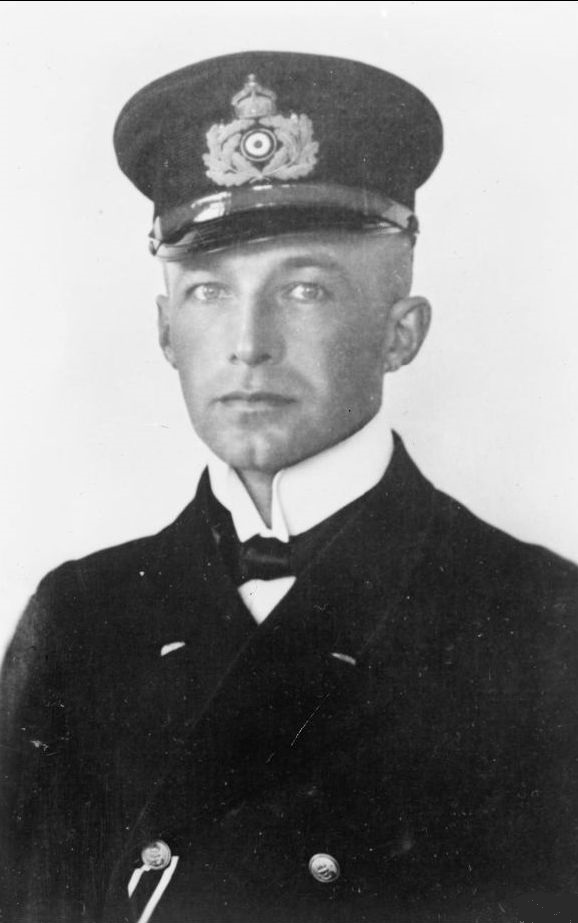
Kapitänleutnant Heinrich Mathy

## Leben
Mathy entschloss sich schon als Junge, eine Laufbahn bei der deutschen Marine einzuschlagen. Als außergewöhnlich begabter Kadett erhielt er früh das Kommando über sein eigenes Schiff und wurde für eine mögliche Rolle beim Marinestab ausgewählt. In den Jahren 1913/1914 an der Marine Akademie lernte er das Fliegen in einem der Luftschiffe der Marine.
Zu Beginn des Jahres 1915, wurde Mathy auf Wunsch von Peter Strasser (Führer der Marine-Luftschiffe) auf ein Luftschiff versetzt und führte seinen ersten Angriff auf England am 13. Januar durch, dieser musste jedoch wegen schlechten Wetters abgebrochen werden. Später flog er mehrere erfolgreiche Angriffe gegen England, in der Regel über dem Norden des Landes.

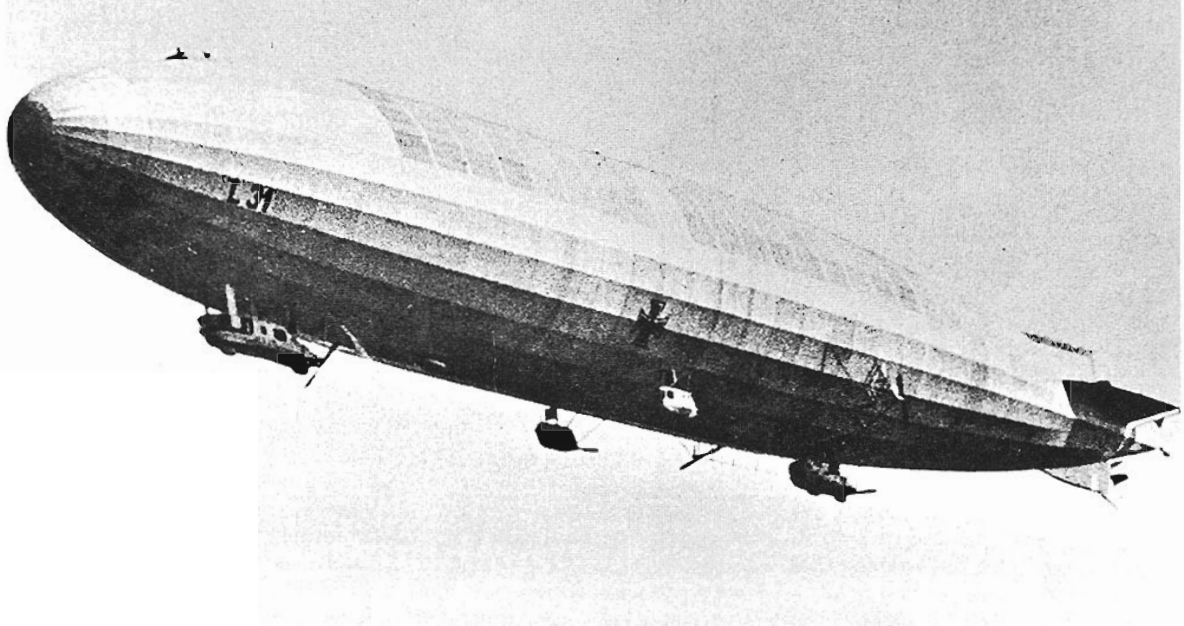
Marineluftschiff L 31 (Typ R)

Innerhalb eines Jahres hatte Heinrich Mathy mehr Angriffe über England durchgeführt als jeder andere Kommandant. Allein bei einem Angriff auf London mit L13 (Typ P) am 8. September 1915 hatten seine Bomben 26 Menschen getötet und einen Sachschaden von einer halben Millionen Pfund verursacht. Einen weiteren schweren Angriff auf London flog er in der Nacht vom 13. auf den 14. Oktober.
Im Sommer 1916 erhielt Mathy das Kommando über das neue Luftschiff L31 (Typ R). In der Nacht vom 24./25. September 1916 griff Mathy mit einem Geschwader aus 12 Luftschiffen London an, was zu beträchtlichen Schäden führte. Bei diesem Angriff gingen L32 und L33 verloren. Das Luftschiff L33 wurde von Flak getroffen und musste notlanden, die gesamte Besatzung überlebte. L32 wurde von einem britischen Jagdflugzeug mit Brandmunition abgeschossen und stürzte brennend vom Himmel, es gab keine überlebenden. Mathy's L31 wurde bei der Landung nach dem Angriff beschädigt.
Da immer mehr Luftschiffe über England abgeschossen wurden, musste Mathy klar sein, dass die Tage des Luftschiffs als Angriffswaffe gezählt waren.
Er schrieb:

„Es ist nur eine Frage der Zeit, bis es uns genau so ergeht wie den Anderen. Wenn jemand behauptet, dass er nicht von den Schreckensvisionen brennender Luftschiffe verfolgt wird, dann ist er ein Angeber.“

### Mathys letzter Flug
In der Nacht vom 1. auf den 2. Oktober 1916 griff Mathy zusammen mit L30 wieder London an, dabei wurde Mathy's L31 durch 2nd Lt. W.J. Tempest, einem britischen Jagdflieger, in Brand geschossen. Das Luftschiff stürzte etwas außerhalb von Potters Bar, im Norden von London auf den Boden, es gab keine Überlebenden. Mathy‘s Körper wurde abseits des Wracks in einem Feld, halb im Boden eingesunken gefunden. Offensichtlich sprang er noch aus dem brennenden Luftschiff in die Tiefe. Einigen Berichten zufolge lebte er noch für ein paar Minuten.

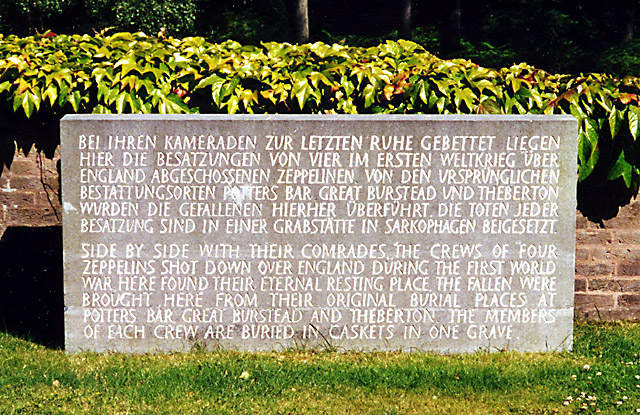
Deutsche Kriegsgräberstätte Cannock Chase: Gräber von Zeppelin-Besatzungen. Die Zeppeline wurden im Ersten Weltkrieg über England abgeschossen

Ursprünglich bei Potters Bar mit militärischen Ehren begraben, wurden die Leichen von Mathy und seiner Besatzung in den 60er Jahren nach Cannock Chase in Staffordshire überführt, wo ein neuer Friedhof für die Bestattung aller deutschen Soldaten der beiden Weltkriege, die auf britischem Boden starben, angelegt worden war. Er und seine Besatzung liegen nahe dem Eingang, zusammen mit den Kommandanten und Besatzungen anderer  Luftschiffe, die über England abgeschossen wurden, begraben.